# Marianna Ucrìa
Marianna Ucrìa és una pel·lícula dramàtica italiana de 1997 dirigida per Roberto Faenza amb argument basat en la novel·la La lunga vita di Marianna Ucrìa (1990) de Dacia Maraini. Va ser inscrita al 20è Festival Internacional de Cinema de Moscou.

## Argument
A Sicília, a la primera meitat del segle XVIII, la Marianna Ucrìa, de dotze anys, va ser portada pel seu avi a veure un penjat, amb l'esperança que l'espectacle la fes recuperar-se del silenci. Però tot és en va. La Marianna no parla ni sent. Així és induïda per la seva mare a casar-se amb el seu oncle Pietro i, quan compleix els setze anys, ja ha donat a llum tres fills. Esdevinguda una dona jove, acull la visita de Grass, una instructora francesa que l'inicia en la llengua de signes i li presenta les idees filosòfiques de la Il·lustració que es mouen per Europa. Quan el seu marit mor, la Marianna es veu que ha de gestionar la seva vida i les seves relacions amb els altres. Demostra així que ha adquirit una forta personalitat que li permet governar les relacions amb facilitat i una important relació romàntica amb el germà de la seva criada Fila. Dona ja madura i conscient, Marianna és capaç d'entendre el terrible secret que li havia amagat: el seu silenci prové del trauma provocat per la violència sexual que va patir del seu oncle Pietro.

## Repartiment
- Emmanuelle Laborit com a Marianna Ucrìa
- Bernard Giraudeau com a Grass
- Laura Morante com a Maria
- Philippe Noiret com el duc Signoretto, avi de Marianna
- Laura Betti com a Giuseppa
- Leopoldo Trieste com a Pretore Camaleo
- Lorenzo Crespi com a Saro
- Roberto Herlitzka com el duc Pietro
- Silvana Gasparini com a Fiammetta
- Eva Grieco com a Marianna quan era petita
- Selvaggia Quattrini com a Fila
- Pamela Saino com a Giuseppa quan era petita

## Recepció
La pel·lícula es va estrenar a Itàlia en 39 pantalles i va recaptar 155.893 dòlars durant el cap de setmana, ocupant-se en desè lloc a la taquilla. Després de quatre setmanes, havia recaptat 779.270 $.
La pel·lícula va ser benvinguda per la crítica per l'atenció al vestuari, exteriors i interiors, però també per la fotografia i la interpretació. Tanmateix, els crítics han subratllat l'adaptació lliure de la pel·lícula en comparació amb la novel·la.

## Premis i reconeixements
- 1997 - David di Donatello
  - Millor fotografia a Tonino Delli Colli
  - Millor escenografia a Danilo Donati
  - Millor vestuari a Danilo Donati
  - Nominació Millor pel·lícula
  - Nominació Millor director a Roberto Faenza
  - Nominació Millor actor no protagonista a Eva Grieco
  - Nominació Millor muntatge a Roberto Perpignani
- 1998 - Nastro d'argento
  - Millor fotografia a Tonino Delli Colli
  - Millor escenografia a Danilo Donati
  - Millor vestuari a Danilo Donati
  - Nominació Millore actriu no protagonista a Eva Grieco
  - Nominació Millor actor no protagonista a Roberto Herlitzka
- 1998 - Globo d'oro
  - Millor guió a Roberto Faenza
  - Nominació Millor pel·lícula a Roberto Faenza, Francesco Marcucci e Sandro Petraglia
  - Nominació Millor fotografia a Tonino Delli Colli
- 1997 - Grolla d'oro
  - Millor fotografia a Tonino Delli Colli
  - Millor banda sonora a Franco Piersanti